# Premio Mondello
Der Premio Mondello (Premio Letterario Internazionale Mondello) ist ein italienischer Literaturpreis, der 1975 von einer Gruppe sizilianischer Intellektueller ins Leben gerufen wurde. Die Auswahl der Bücher unter denen die Jury wählt, wird von den namhaften italienischen Verlagshäusern vorgeschlagen.

## Preiskategorien
Der Preis wird seit 2012 in vier Hauptkategorien vergeben:
- Premio Autore Straniero – Preisverleihung seit Mai 2018 während des Salone Internazionale del Libro in Turin. Der Preis wird jährlich verliehen an einen nicht-italienischen Autoren. Der Autor wird gewählt von einem sogenannten giudice monocratico, der pro Jahr vom Exekutivkomitee bestimmt wird.[3]
- Premio Narrativa Italiana mit den Untergruppen
  - Premio Opera Italiana – Der Preis wird verliehen an italienische Autoren, die ein Prosawerk veröffentlicht haben.
  - Premio SuperMondello
  - Premio Mondello Giovani
- Premio Mondello Critica – Preisverleihung in Palermo
- Premio alla migliore motivazione – Preisverleihung im November in Palermo

Damit werden die drei besten Begründungen für die Vergabe des Premio Mondello Giovani geehrt, der durch eine Jury von Schülern sizilianischer Gymnasien an einen der drei italienischen Autoren vergeben wird, die den Premio Opera Italiana erhalten haben. Die Namen dieser Preisträger werden nicht veröffentlicht.
Der Preis für den besten ausländischen Autor ist am höchsten dotiert und belief sich 2018 auf 6.000 Euro.
Hinzu kommen gelegentlich zusätzliche Auszeichnungen (Premio speciale…). In den Anfangsjahren wurden auch Auszeichnungen für Film, Theater, Dichtung, Erstlingswerke und 1976 sogar für Physik an Antonino Zichichi vergeben.

## Geschichte
1975 gründete in Palermo eine Gruppe von Intellektuellen und Kulturfunktionären die Fondazione Premio Mondello mit dem Ziel, einen italienischen Literaturpreis von internationaler Bedeutung ins Leben zu rufen, den Premio Letterario Internazionale Mondello. Maßgeblich beteiligt an der Konstituierung war Francesco Lentini, Richter und Intellektueller, der bis zu seinem Tod im Jahr 2000 Vorsitzender der Fondazione war. Seitdem befinden sich Organisation und Finanzierung unter dem Dach der Fondazione Sicilia (der früheren Fondazione Banco di Sicilia). Vorsitzender ist Giovanni Puglisi, der dem Premio seit dessen Gründung als Mitglied und Juror angehört. Kooperationspartner sind die Fondazione Andrea Biondo und seit 2018 der Salone Internazionale del libro di Torino.
Zu den Juroren zählten u. a. Niccolò Ammaniti, Andrea Bajani, Ernesto Ferrero, Paolo Giordano, Melania Mazzucco, Antonio Porta und Leonardo Sciascia, der selbst 1985 den Sonderpreis der Jury erhielt.

## Preisträger
Es wurden Autoren in verschiedenen Sparten prämiert.
| Nr.     | Jahr | Premio Autore Straniero | Premio Narrativa Italiana / Premio Opera Italiana                                                                                | Premio Mondello Critica | Spezialpreis der Jury                                                                            | Andere Sparten |
| ------- | ---- | ----------------------- | --- | ----------------------- | ------------------------------------------------------------------------------------------------ | --- |
| I       | 1975 | –                       | Bartolo Cattafi | –                       | Denis Mack Smith                                                                                 | Ugo dell'Ara (Theater) |
| II      | 1976 | –                       | Achille Campanile | –                       | –                                                                                                | Paola Borboni (Theater); Francesco Rosi (Kino); Antonino Zichichi (Naturwissenschaften); Domenico Scaglione (Finanzwissenschaften); Felice Chilanti (Journalismus); Giampiero Orsello (Information) |
| III     | 1977 | Günter Grass            | – | –                       | Stefano D'Arrigo                                                                                 | Romolo Valli und Roberto de Simone (Theater); Sergio Amidei, Shelley Winters (Kino); Giuliana Berlinguer, Emilio Rossi (Fernsehen); Pietro Rizzuto (Arbeit)                                         |
| IV      | 1978 | Milan Kundera           | Carmelo Samonà (Erstlingswerk)                                                                                                   | –                       | Jurij Trifonow                                                                                   | Giannis Ritsos (Lyrik Ausland); Giovanni Giuga (Lyrik Erstlingswerk); Antonello Aglioti, Franco Chiarenza, Muzzi Loffredo, Giovanni Poggiali und Giuliano Vasilicò (Theater)                        |
| V       | 1979 | N. S. Momaday           | Fausta Garavini, Piera Oppezzo (Erstlingswerk)                                                                                   | –                       | Jaroslaw Iwaszkiewicz                                                                            | Josif Brodskij (Lyrik Ausland): Gilberto Sacerdoti (Lyrik Erstlingswerk); Leo de Berardinis und Perla Peragallo (Theater)                                                                           |
| VI      | 1980 | Juan Carlos Onetti      | Valerio Magrelli (Erstlingswerk)                                                                                                 | –                       | Pietro Consagra                                                                                  | Juan Gelman (Lyrik Ausland); Franco Camarlinghi, Carlo Cecchi, Giuseppe Patroni Griffi, Maurizio Scaparro, Giorgio Strehler und Andrzej Wajda (Theater)                                             |
| VII     | 1981 | Tadeusz Konwicki        | Laura Mancinelli; Ferruccio Benzoni, Stefano Simoncelli, Walter Valeri (Erstlingswerk)                                           | –                       |                                                                                                  | Gyula Illyès (Lyrik Ausland); Beat 72, Gaia Sciensa; Magazzini Criminali (Theater) |
| VIII    | 1982 | Alain Robbe-Grillet     | Alberto Moravia (Italien) | –                       | –                                                                                                | Jolanda Insana, (Lyrik Erstlingswerk); Guido Ceronetti (Übersetzung) |
| IX      | 1983 | Adolfo Bioy Casares     | Vittorio Sereni (Italien, postum), Daniele Del Giudice (Erstlingswerk)                                                           | –                       | Ignazio Buttitta, Angelo Maria und Ela Ripellino                                                 | Gaia Sciensa (Theater); Augusto Frassineti (Übersetzung) |
| X       | 1984 | Adolfo Bioy Casares     | Italo Calvino (Italien), Aldo Busi (Erstlingswerk)                                                                               | –                       | –                                                                                                | Luca Ronconi (Theater); Giuseppe Bevilacqua (Übersetzung) |
| XI      | 1985 | Bernard Malamud         | Mario Luzi (Italien), Elisabetta Rasy und Dario Villa (Erstlingswerk)                                                            | –                       | Leonardo Sciascia                                                                                | Serena Vitale (Übersetzung) |
| XII     | 1986 | Friedrich Dürrenmatt    | Paolo Volponi (Italien) Angelo Mainardi (Erstlingswerk)                                                                          | –                       | –                                                                                                | Nicola Crocetti (Übersetzung); Marco Lodoli (Theorie) |
| XIII    | 1987 | Doris Lessing           | Luigi Malerba (Italien), Marco Ceriani und Giovanni Giudice (Erstlingswerk)                                                      | –                       | Wang Meng                                                                                        | Giuseppe Guglielmi (Übersetzung) |
| XIV     | 1988 | V. S. Naipaul           | Oreste del Buono und Elio Pagliarani (Italien), Edoardo Albinati und Silvana La Spina (Erstlingswerk)                            | –                       | Michael Gorbatschow                                                                              | Robert Wilson (Theater); Ludovica Koch (Übersetzung) |
| XV      | 1989 | Octavio Paz             | Giovanni Macchia (Italien) | –                       | –                                                                                                | |
| XVI     | 1990 | Christa Wolf            | Gianni Celati und Emilio Villa (Italien), Andrea Canobbio und Romana Petri (Erstlingswerk)                                       | –                       | Peter Carey, José Donoso, Northrop Frye, Jorge Semprún, Wole Soyinka, Lutongliu                  | Francesco Tentori Montalto (Übersetzung) |
| XVII    | 1991 | Kurt Vonnegut           | Andrea Zanzotto (Italien), Anna Cascella (Erstlingswerk)                                                                         | –                       | –                                                                                                | Maria Grazia Ciani (Übersetzung); Allen Mandelbaum (Kulturschaffender); Associazione Bancaria Italiana (Premio del Presidente)                                                                      |
| XVIII   | 1992 | Bohumil Hrabal          | Ottiero Ottieri (Italien), Marco Caporali und Nelida Milani (Erstlingswerk)                                                      | –                       | Fernanda Pivano                                                                                  | Alessandro Serpieri (Übersetzung); Kobo Abe, Tahar Ben Jelloun, Germaine Greer, Wilson Harris und José Saramago (Premio «Cinque continenti»)                                                        |
| XIX     | 1993 | Seamus Heaney           | Attilio Bertolucci (Italien), Silvana Grasso und Giulio Mozzi (Erstlingswerk)                                                    | –                       | Associazione scrittori cinesi                                                                    | Cosimo Ortesta (Übersetzung); Kenzaburo Oe (Premio «Cinque continenti») |
| XX      | 1994 | J. M. Coetzee           | Luigi Meneghello (Italien), Ernesto Franco (Erstlingswerk)                                                                       | –                       | –                                                                                                | Ottavio Fatica (Übersetzung); Stephen Spender (Preis für das Gesamtwerk eines ausländischen Autors)                                                                                                 |
| XXI     | 1995 | Wladimir Woinowitsch    | Fernando Bandini und Michele Perriera (Italien), Roberto Deidier (Erstlingswerk)                                                 | –                       | Dong Baoucum, Fan Boaci, Wang Huanbao, Shi Peide und Chen Yuanbin                                | Nadia Fusini (Übersetzung) |
| XXII    | 1996 | David Grossman          | Nico Orengo (Italien), Giuseppe Quatriglio und Tiziano Scarpa (Erstlingswerk)                                                    | –                       | Xu Huainzhong, Xiao Xue, Yu Yougqnan und Qin Wenjun                                              | Thomas Keneally (Preis für das Gesamtwerk eines ausländischen Autors); Alberto Arbasino (Preis für das Gesamtwerk eines italienischen Autors)                                                       |
| XXIII   | 1997 | –                       | Giuseppe Bonaviri und Giovanni Raboni (Italien), Fabrizio Rondolino (Erstlingswerk)                                              | –                       | Khushwant Singh                                                                                  | Roberto Mussapi (Übersetzung); Margaret Atwood, André Brink, David Malouf, Romesh Gunesekera und Christoph Ransmayr (Premio «Cinque continenti»); Einaudi Stile Libero (Premio del Presidente)      |
| XXIV    | 1998 | Philippe Jaccottet      | Carlo Ginzburg (Italien), Alba Donati (Erstlingswerk)                                                                            | –                       | Javier Marías                                                                                    | Pietro Marchesani (Übersetzung) |
| XXV     | 1999 | Don DeLillo             | Alessandro Parronchi (Italien), Paolo Febbraro (Erstlingswerk)                                                                   | –                       | –                                                                                                | Franco Buffoni (Übersetzung); Dacia Maraini (Premio «Palermo ponte per l'Europa») |
| XXVI    | 2000 | Aleksandar Tisma        | Elio Bartolini (Italien), Evelina Santangelo (Erstlingswerk)                                                                     | –                       | –                                                                                                | Sossio Giametta (Übersetzung); Alberto Arbasino (Premio «Palermo ponte del Mediterraneo») |
| XXVII   | 2001 | Nuruddin Farah          | Roberto Alajmo (Italien), Giuseppe Lupo (Erstlingswerk)                                                                          | –                       | Francesco Burdin                                                                                 | Claudio Magris (Theater); Michele Ranchetti (Übersetzung) |
| XXVIII  | 2002 | Per Olov Enquist        | Andrea Camilleri (Italien) | –                       | Luciano Erba                                                                                     | Tonino Conte (Theater); Luigi Reitani (Übersetzung) |
| XXIX    | 2003 | Adonis                  | Andrea Carraro, Antonio Franchini und Giorgio Pressburger (Italien); Giovanni Bergamini und Simona Corso (Erstlingswerk)         | –                       | –                                                                                                | Teatro Stabile di Palermo Andrea Biondo (Theater); M. Antonietta Saracino (Übersetzung); Nino de Vita und Michele Mirabella (Kommunikation); Martin Amis (Premio del Presidente)                    |
| XXX     | 2004 | Les Murray              | Maurizio Bettini, Giorgio Montefoschi und Nelo Risi (Italien); Adriano Lo Monaco (Erstlingswerk)                                 | –                       | –                                                                                                | Angelo Morino (Übersetzung), Giovanni Minoli (Kommunikation) |
| XXXI    | 2005 | Magda Szabó             | Raffaele Nigro, Maurizio Cucchi und Giuseppe Conte (Narrativa); Piercarlo Rizzi (Erstlingswerk)                                  | –                       | Arno Penzias (Premio del Presidente della Giuria)                                                | Attilio Lolini (Lyrik); Claudio Groff (Übersetzung); Renzo Arbore (Kommunikation) |
| XXXII   | 2006 | Uwe Timm                | Paolo di Stefano (SuperMondello), Giulio Angioni (Narrativa), Francesco Fontana (Erstlingswerk)                                  | –                       | Marina Rullo, Alain Elkann (Premio del Presidente della Giuria)                                  | Roberto Rossi Precerotti (Lyrik); Luigi Lo Cascio (Theater); Susanna Basso (Übersetzung) |
| XXXIII  | 2007 | Bapsi Sidhwa            | Mario Fortunato (SuperMondello); Toni Maraini, Andrea di Consoli (Narrativa); Paolo Fallai (Erstlingswerk)                       | –                       | Elena Dimitrieva und Jean Paul Manganaro, Andrea Ceccherini (Premio del Presidente della Giuria) | Silvia Bre (Lyrik); Claus Peymann (Theater); Piotr Salwa (Übersetzung); Giulia Maria Mozzoni Crespi (Kommunikation)                                                                                 |
| XXXIV   | 2008 | Bernardo Atxaga         | Andrea Bajani und Antonio Scurati (SuperMondello); Flavio Soriga (Narrativa); Luca Giachi (Erstlingswerk)                        | –                       | Tzvetan Todorov, Milena Gabanelli (Premio del Presidente della Giuria)                           | Elio Pecora (Lyrik); René de Ceccatty (Übersetzung); Sabrina Giannini (Kommunikation) |
| XXXV    | 2009 | Viktor Erofeev          | Tiziano Scarpa (SuperMondello); Mario Desiati und Osvaldo Guerrieri (Narrativa); Carlo Carabba (Erstlingswerk)                   | –                       | Enrique Vila-Matas, Ibrahim Al-Koni (Premio del Presidente della Giuria)                         | Gregorio Scalise (Lyrik); Smaranda Elian (Übersetzung); L*indice dei libri del mese (Kommunikation)                                                                                                 |
| XXXVI   | 2010 | Edmund White            | Michela Murgia (Supermondello); Lorenzo Pavolini und Roberto Cazzola (Narrativa); Gabriele Pedullà (Erstlingswerk)               | –                       | Francesco Forgione                                                                               | Antonio Ricciardi (Lyrik); Emmanuele Maria Emanuele (Premio speciale del presidente); Evgenij Solonovic (Übersetzung); Gianluigi Beccaria und Marco Paolini (Mundart), Marzio Barbagli (Essay)      |
| XXXVII  | 2011 | Javier Cercas           | Eugenio Baroncelli (Supermondello); Milo De Angelis und Igiaba Scego (Narrativa); Claudia Durastanti (Erstlingswerk)             | –                       | Antonio Calabrò                                                                                  | Kim Thùy (Premio per la Multiculturalità); Enzo Sellerio (Premio all’Intelligenza d’impresa – Targa Archimede)                                                                                      |
| XXXVIII | 2012 | Elizabeth Strout        | Edoardo Albinati und Paolo di Paolo (P. Opera Italiana); Davide Orecchio (SuperMondello); Edoardo Albinati (Erstlingswerk)       | –                       | –                                                                                                | Antonio Debenedetti (Premio alla carriera), Salvatore Silvano Nigro (Literarische Kritik) |
| XXXIX   | 2013 | Péter Esterházy         | Valerio Magrelli (SuperMondello); Andrea Canobbio und Walter Siti (P. Opera Italiana)                                            | Maurizio Bettini        | –                                                                                                | Marina Valensise (Reiseliteratur) |
| XL      | 2014 | Joe R. Lansdale         | Irene Chias (Erstlingswerk); Giorgio Falco (SuperMondello); Francesco Pecoraro (P. Opera Italiana)                               | Enrico Testa            | –                                                                                                | GIPI, unastoria (Premio Speciale “40 anni di Mondello”) |
| XLI     | 2015 | Emmanuel Carrère        | Marco Missiroli, Nicola Lagioia und Letizia Muratori (P. Opera Italiana)                                                         | Ermanno Cavazzoni       | Alessandro D'Avenia (Premio del Presidente della Giuria)                                         | – |
| XLII    | 2016 | Marilynne Robinson      | Romana Petri (SuperMondello und P. M. Giovani); Marcello Fois und Emanuele Tonon (P. Opera Italiana)                             | Serena Vitale           | –                                                                                                | – |
| XLIII   | 2017 | Cees Nooteboom          | Stefano Massini (SuperMondello); Alessandra Sarchi (P. Opera Italiana); Alessandro Zaccuri (P. M. Giovani)                       | Antonino Prete          | –                                                                                                | – |
| XLIV    | 2018 | Herta Müller            | Davide Enia (SuperMondello); Michele Mari (P. Opera Italiana); Laura Pariani (P. M. Giovani)                                     | Alberto Casadei         | –                                                                                                | – |
| XLV     | 2019 | Colum McCann            | Giulia Corsalini (SuperMondello); Andrea Gentile (P. Opera Italiana); Marco Franzoso (P. M. Giovani)                             | Raffaele Manica         | –                                                                                                | – |
| XLVI    | 2020 | –                       | Giorgio Fontana, Ginevra Lamberti, Chiara Valeria (P. Opera Italiana)                                                            | Giulio Ferroni          | –                                                                                                | – |
| XLVII   | 2021 | Michel Houellebecq      | Laura Forti (SuperMondello und P. M. Giovani); Giulio Mozzi und Alession Torino (P. Opera Italiana)                              | Lorenzo Tomasin         | –                                                                                                | – |
| XLVIII  | 2022 | Annie Ernaux            | Michela Marzano (SuperMondello); Domenico Starnone (P. M. Giovani); Vincenzo Latronico und Domenico Starnone (P. Opera Italiana) | Mario Baudino           | Franco Moretti                                                                                   | – |
| XLIX    | 2023 | Julian Barnes           | Ada d’Adamo, Valeria Parrella und Francesco Pecoraro (P. Opera Italiana)                                                         | Giuseppe Patota         | –                                                                                                | – |
| L       | 2024 | Mircea Cărtărescu       | Giovanni Grasso (P. M. Giovani); Claudia Durastanti (P. Opera Italiana); Marco Cassardo (SuperMondello);                         | –                       | Deborah Gambetta; Antonio Franchini (Premio del Presidente della Giuria)                         | – |